# Terry W. Virts
Terry W. Virts, född 1 december 1967 är en amerikansk astronaut uttagen i astronautgrupp 18 den 27 juli 2000.

## Rymdfärder
- Endeavour - STS-130